# مهرجان القاهرة السينمائي الدولي التاسع والثلاثون
مهرجان القاهرة السينمائي الدولي يُعد واحداً من بين 15 مهرجاناً سينمائياً عالمياً مُعترف بشرعيتها من قبل الاتحاد الدولي للمنتجين.

## نبذة عن الدورة
بدء انطلاق المهرجان في دورته التاسعة والثلاثين، التي تُفتتح في الحادي والعشرين من نوفمبر 2017، وتُختتم في الثلاثين من نفس الشهر؛ فالمهرجان الذي أصبح رافداً للثقافة السينمائية، ونافذة للإطلالة على المدارس السينمائية المختلفة في العالم، يوفر – كعادته – وجبة شهية حافلة بكل ما يمتع القلب، ويخاطب العقل، من أفلام تزيد عن ال 175 فيلم تمثل 53 دولة؛ موزعة بين المسابقة الدولية، التي تضم أفلاماً مهمة؛ مثل: الفيلم الإيطالي «فورتوناتا Fortunata» إخراج سيرجيو كاستيليتو، الفيلم الفرنسي «موسم في فرنسا موسم في فرنسا» إخراج التشادي محمد صالح هارون أحد أهم المخرجين في تاريخ أفريقيا، الفيلم البلجيكي «في سوريا» إخراج فيليب فان ليو، الفيلم التشيلي «الخيول Los Perros» للمخرجة الشهيرة مارسيلا سعيد، الفيلم الأذربيجاني «بستان الرمان Pomegranate Orchard» إخراج إيلجار ناجاف، الفيلم السلوفاكي «خارج Out» للمخرج جيرجي كريستوف، الفيلم التونسي «تونس في الليل» للمخرج إلياس بكار، الفيلم السلوفاكي «نينا Nina» إخراج يوراج ليهوتسكي، الفيلم الإيطالي «المتسلل The Intruder» للمخرج ليوناردو دي كوستانزا.. وتظاهرات أخرى؛ كالبرنامج الرسمي خارج المسابقة، الذي يعرض أفلام: «العودة إلى مونتوك Return to Montauk» لأستاذ السينما الألمانية فولكر شلوندورف الفائز بجائزة مهرجان القاهرة التقديرية في مهرجان القاهرة الدورة 36، «الرجال لا يبكون Men Don't Cry» للمخرج ألين درليفيتش، «أسف البحر Sea Sorrow» أول فيلم تخرجه الممثلة العالمية المخضرمة فانيسا ريدجريف بعد تجاوزها الثمانين من العمر، «في الذبول In The Fade» للمخرج الألماني الكبير فاتح أكين، «الطيور تغني فوق كيجالي Birds are Singing in Kigali» الذي بدأه المخرج البولندي الكبير كريستوف كروز وتوفي قبل إتمامه، لتكمله زوجته، ويفوز بجائزة أحسن ممثلة من مهرجان كارلوفي فاري السينمائي والفيلم الكوري "The Merciless" للمخرج بيون سونج هيون. علاوة على قسم «مهرجان المهرجانات»، المعني بعرض أهم الأفلام التي عُرضت في المهرجانات العالمية، كما تواصل إدارة المهرجان تنظيم بانوراما السينما المصرية الجديدة، التي تعرض أهم الأفلام المصرية المتميزة، التي أنتجت عامي 2016 و2017 بعد ترجمتها إلى اللغة الإنجليزية بهدف تعريف الضيوف الأجانب بالمستوى الذي وصلت إليه السينما المصرية، ومدى ما حققته من نجاح تمثل في حصد عدد من الجوائز المهمة في المهرجانات العالمية، بالإضافة إلى المسابقات الموازية التي ينظمها المهرجان؛ مثل: «أسبوع النقاد»، الذي يعرض الأعمال الأولى والثانية لمخرجين من كافة أنحاء العالم، و«آفاق السينما العربية»، الذي يحتفي بأحدث نتاجات السينما العربية، و«سينما الغد»، الذي يعرض الأفلام القصيرة، بالإضافة إلى برنامج لعرض مجموعة من أفلام المخرجات الفرنسيات المعاصرات. وبرنامج لعرض أفلام المكرمين المصريين والعرب، وقسم الأفلام التي رُشحت من قبل دولها للفوز بجائزة أوسكار أحسن فيلم أجنبي في سباق اوسكار 2018، كما في الأفلام التسعة التي يعرضها المهرجان، بعد أن نجح في الحصول على حقوق عرضها في دورته الجديدة.

## ضيف شرف الدورة
نظراً لما تتميز به من لغة سينمائية لها خصوصيتها، وأفكار طازجة تكتسب فرادة بين المدارس السينمائية في العالم، اختارت إدارة مهرجان القاهرة السينمائي الدولي أستراليا لتكون ضيف شرف الدورة التاسعة والثلاثين؛ حيث تعرض باقة من الأفلام التي تمثل مراحل مختلفة من صناعة السينما هناك، كما تستضيف عدداً من مبدعي السينما الأسترالية، ممن وضعوا بصمة فنية توجت بعدد من الجوائز العالمية.

## جائزة فاتن حمامة
يكرم المهرجان، في دورة هذا العام، كوكبة من مبدعي مصر والمنطقة العربية والعالم؛ بمنحهم جائزة فاتن حمامة التقديرية وجائزة التميز؛ حيث تذهب جائزة فاتن حمامة التقديرية إلى النجم سمير غانم، الذي يُصدر المهرجان كتاباً عنه، بينما تذهب جائزة فاتن حمامة للتميز للفنانة التونسية هند صبري والفنان المصري ماجد الكدواني، ويعرض المهرجان بعض الأفلام التي تُتولى تعريف المكرمين أمام ضيوف المهرجان. وفي سياق التكريم ينظم المهرجان تكريماً خاصاً للناقد الكبير الراحل سمير فريد (1 ديسمبر 1943 - 4 أبريل 2017) يضم معرضاً لما انجزه كما يقدم المهرجان «تحية خاصة لمن فقدناهم خلال العام» وهم: المخرج المصري محمد كامل القليوبي - المخرج اللبناني جان شمعون والنقاد المصريين: أحمد الحضري، مصطفى درويش، فوزي سليمان، يعقوب وهبي ومحمد عبد الفتاح.

## نظرة على العالم
بالإضافة إلى الندوات الفيلمية، التي تحتفي بصانعي ومبدعي الأفلام؛ ممن تم توجيه الدعوة لعدد منهم لتقديم أفلامهم للجمهور المصري؛ مثل: المخرج الجورجي الكبير جورج أوفاشفيلي مخرج فيلم "Khibula"، المخرج البوسني ألين درليفيتش مخرج فيلم "Men Don't Cry"، المخرج الهندي سانال كومار ساسيداران مخرج فيلم "Sexy Durga"، المخرج السوري الكبير عبد اللطيف عبد الحميد مخرج فيلم «طريق النحل»، المخرج الكوسوفي إدون ريزفانولي مخرج فيلم "Unwanted"، المخرج السلوفاكي جيرجي كريستوف مخرج فيلم "Out"، المخرجة اللبنانية صوفي بطرس مخرجة فيلم «محبس»، المخرج اليوناني يانيس ساكاريديس مخرج فيلم "Amerika Square"، المخرج الروماني كاتالين سايزيسكو مخرج فيلم "Fault Condition"، المخرج المغربي حكيم بلعباس مخرج فيلم «عرق الشتاء»، المخرج السوري جود سعيد مخرج فيلم «مطر حمص»، المخرج الروماني أندري كريتوليسكو مخرج فيلم «تشارلستون (توضيح)»، بينما شملت قائمة الممثلين الذين قبلوا دعوة المهرجان لحضور ومناقشة أفلامهم: الممثلة الهندية راجشري ديشباندي بطلة فيلم "Sexy Durga"، الممثلة اللبنانية جوليا قصار بطلة فيلم «محبس»، فريق الفيلم الكرواتي "Stop Starring at My Plate" المكون من الممثلة ميا بيتريسيفتش والممثل نيكسا بوتيجير، فريق الفيلم التونسي «تونس في الليل» المكون من الممثل الكبير رؤوف بن عمر والممثلة أميرة شبلي، فريق الفيلم البولندي «الطيور تغني فوق كيجالي Birds are Singing in Kigali» الذي يضم الممثلة إيلين أوموهاير والممثل ويلتود فيلنسكي، إضافة إلى الممثلة اللبنانية دياموند بو عبود بطلة الفيلم البلجيكي «في سوريا»، فريق الفيلم الروماني "Fault Condition" والذي يضم ثلاثة ممثلين رئيسيين بخلاف المخرج، والممثلة التونسية سارة حناشي بطلة فيلم «جسد غريب»، حرصت إدارة المهرجان على ألا تنأى بنفسها عما يموج به العالم من مستجدات تقنية وتحولات بصرية وهموم إنسانية، ومن ثم اتجه تفكيرها إلى تنظيم ثلاث ندوات رئيسة؛ أولها عن «مناهضة العنف ضد المرأة»، وثانيها عن «تحديات السينما المصرية» بينما تتمحور الثالثة حول «نتفليكس ومستقبل التوزيع السينمائى»، وتتناول، بالبحث والتحليل، الظاهرة الجديدة المتمثلة في اتجاه شركة «نتفليكس» Netflix الترفيهية الأمريكية المتخصصة في تقديم خدمة بيع وتأجير الأقراص المدمجة (DVD، وBlu-ray)، وتوصيلها عبر البريد، ثم التوسع في إنتاج الأفلام والبرامج التلفزيونية، وتوزيعها عبر الإنترنت، وبحث تداعيات الظاهرة وانعكاساتها على صناعة السينما في العالم.

## جوائز لجنة التحكيم
- الهرم الذهبي لأحسن فيلم ويُمنح للمنتج (لا تمنح الجائزة مناصفة).
- الهرم الفضى – جائزة لجنة التحكيم الخاصة - لأحسن مخرج.
- الهرم البرونزى للعمل الأول أو الثانى ويُمنح للمخرج.
- جائزة نجيب محفوظ لأحسن سيناريو
- جائزة أحسن ممثلة.
- جائزة أحسن ممثل.
- جائزة أحسن إسهام فني.

## المسابقة الدولية
- موسم في فرنسا| محمد صالح هارون | فرنسا، تشاد | 2017
- اختفاء | بودوفين كول | هولندا، النرويج | 2017
- فورتوناتا | سيرجيو كاستيليتو | إيطاليا | 2017
- في سوريا| فيليب فان ليو | بلجيكا، فرنسا، لبنان| 2017
- قتل عيسى | لورا مورا | كولومبيا، الأرجنتين | 2017
- الخيول | مارسيلا سعيد | تشيلي- فرنسا- الأرجنتين- البرتغال | 2017
- قلبى المخدوع| ديفيد ورفائيل فيتال دوراند | فرنسا | 2017
- نينا | يوراج ليهوتسكي | جمهورية سلوفاكيا | 2017
- خارج | جيورجي كريستوف | سلوفاكيا- المجر- جمهورية التشيك | 2017
- بستان الرمان | ايلجار ناجاف | أذربيجان|2017
- راديو | ساجار فانجارى | الهند | 2017
- المُتسلل| ليوناردو دي كوستانزو | إيطاليا، سويسرا، فرنسا | 2017
- بذور العنف | تاجيو ليم | جمهورية كوريا | 2017
- محطة الطريق | هونج آن | فيتنام | 2017
- تونس في الليل | إلياس بكار| تونس، فرنسا| 2017
- أنتِ بداخل رأسي | ديمتري دي كليرك | فرنسا، ألمانيا، بلجيكا| 2017

## وصلات خارجية
- الموقع الرسمي لمهرجان القاهرة السينمائي الدولي
- الصفحة الرسمية للمهرجان على فيسبوك  على فيسبوك.
- الصفحة الرسمية للمهرحان على تويتر
- القناة الرسمية للمهرجان على يوتيوب
- تاريخ وخلفية مهرجان القاهرة السينمائي الدولي